# 검은안경
"검은안경"은 1971년에 개봉한 대한민국의 영화이다.

## 캐스팅
- 박노식
- 윤양하
- 김창숙
- 강인봉
- 성소민
- 이상우
- 박옥초
- 황백
- 오백산
- 조석근
- 김영인
- 한국남
- 한명환
- 박부양
- 장정국
- 최형근
- 박재웅
- 실일동